# Клетштет
Клетштет (њем. Klettstedt) општина је у њемачкој савезној држави Тирингија. Једно је од 47 општинских средишта округа Унструт-Хајних. Према процјени из 2010. у општини је живјело 229 становника. Посједује регионалну шифру (AGS) 16064036.

## Географски и демографски подаци
Клетштет се налази у савезној држави Тирингија у округу Унструт-Хајних. Општина се налази на надморској висини од 220 метара. Површина општине износи 5,7 km². У самом мјесту је, према процјени из 2010. године, живјело 229 становника. Просјечна густина становништва износи 40 становника/km².